# Луис Энрике Новаэс Диас Кустодио
Луис Энрике Новаэс Диас Кустодио (порт. Luís Henrique Novaes Dias Custódio; 25 февраля 1990, Арасатуба, Бразилия) — бразильский футболист, нападающий.

## Биография
Воспитанник команды «Гремио», где тренировался вместе с Дугласом Костой.
Начал карьеру футболиста в команде «Леме». Затем играл за «Тупан», «Атлетико Арасатубу», «Арасатубу», «Паулистинью» и «Насьонал» из Муриаэ. В августе 2014 года побывал на просмотре в «Барретусе». В 2015 году вновь играл за «Тупан» в третьем дивизионе чемпионата штата Сан-Паулу, покинул команду после того, как ему не выплатили заработную плату.
В августе 2015 года перешёл в андоррскую команду «Сан-Жулиа», заняв позицию ушедшего уругвайского игрока Начо Кирино. В сентябре 2015 года принял участие в матче за Суперкубок Андорры, тогда «Санта-Колома» обыграла «Сан-Жулию» в серии пенальти. Сезон 2015/16 завершился для команды бронзовыми наградами чемпионата Андорры.
Летом 2016 года стал игроком «Лузитанса», где тренером был Рауль Каньете, возглавлявший до этого «Сан-Жулию». В составе команды дебютировал в еврокубках, в первом раунде квалификации Лиги Европы против словенского «Домжале». Луизао отметился забитыми голами в обеих встречах, однако «Лузитанс» уступил со счётом (2:5 по сумме двух встреч). В матче 1/4 финала Кубка Андорры бразилец отличился хет-триком в ворота клуба «Атлетик Америка» (6:0).
После окончания чемпионата, в котором «Лузитанс» занял 4-е место и не попал в еврокубки, форвард покинул команду. Он подписал годичный контракт с португальским клубом «Амаранти», играющим в Национальном чемпионате.

## Достижения
«Сан-Жулиа»
- Бронзовый призёр чемпионата Андорры (1): 2015/16